# Yago Lamela
Yago Lamela Tobío (Avilés, Asturias, 24 de julio de 1977 - Avilés, 8 de mayo de 2014) fue un atleta español especializado en salto de longitud.
En 1999 fue subcampeón del mundo en Maebashi (pista cubierta) y en Sevilla (al aire libre) realizando dos saltos de 8,56 m y 8,40 m, respectivamente. Hasta el momento de su fallecimiento era el mejor atleta de salto de longitud de España.

## Inicios
Nació con el nombre de Santiago, pero siendo cadete su padre le cambió el nombre a Yago. Su primer contacto con el atletismo fue a los siete años, cuando corrió una carrera de campo a través en Avilés, su ciudad natal. Después de esta carrera entró en la Asociación Atlética Avilesina, donde descubrieron unas habilidades innatas para el salto. Con ocho años saltó ya más de cuatro metros, con trece saltó seis metros, con quince sobrepasó los siete metros y con dieciocho sobrepasó dos veces los ocho metros. Su primer entrenador en sus primeros años en la Avilesina fue Carlos Alonso. Más tarde estudiaría informática en la Universidad de Iowa, donde entrenó a las órdenes de Juan José Azpeitia, quien sería también el último entrenador de su carrera deportiva.
En 2022 se estrenó la pieza de teatro "8,56’", que retrata el ascenso y caída personal de Yago, siendo estrenada en el Centro Niemeyer de su ciudad natal y posteriormente en el Teatro Español de Madrid.

## Desarrollo profesional
Se destapó como competidor de la élite mundial en los Mundiales de Maebashi en 1999, donde saltó 8,56 y forzó a Iván Pedroso a saltar 8,62 para llevarse el oro. Su plata significó el récord europeo en pista cubierta, que permanecería imbatido casi diez años. Se mantuvo en la élite de la alta competición hasta 2004, saltando habitualmente más allá de los ocho metros, y protagonizando varios duelos con Pedroso, aunque las lesiones lastraron su participación en los Juegos Olímpicos. Su palmarés es sin duda uno de los mejores del atletismo español.
Durante su carrera tuvo como entrenadores a Azpeitia, a Juan Carlos Álvarez en el CAR de San Cugat y a Rafael Blanquer. Los tres fueron saltadores y renombrados entrenadores después.

## Lesiones
A comienzos de 2004 empezó a sentir dolores en el tendón de Aquiles, que irían degenerando hasta tener que competir anestesiado en Atenas 2004, donde pese a todo consiguió llegar a la final olímpica. Poco después se operó en Finlandia a manos de Sakari Orava, pensando en recuperarse en unos meses. Sin embargo, la recuperación tardó más de lo esperado, a lo que hubo que sumar un accidente de tráfico. Por último, en 2006 se rompió los dos tendones, dos semanas antes de la planeada reaparición en competición.
En abril de 2007 se operó otra vez en Finlandia de una tendinosis, con la esperanza de volver a la competición e incluso disputar los JJ. OO. de Londres. A pesar de las buenas sensaciones en un principio, sin sentir dolor por primera vez en mucho tiempo, tras la rotura de un gemelo en un entrenamiento abandonó la competición definitivamente.

## Pérdida del récord y retirada
Poseyó el récord europeo de salto de longitud en pista cubierta, con un salto de 8,56 metros, hasta el 9 de marzo de 2009, cuando el alemán Sebastian Bayer, durante los campeonatos de Europa celebrados en Turín, se lo arrebató con una inesperada marca de 8,71 metros.
Yago Lamela anunció oficialmente su retirada el 11 de marzo de 2009, diez años después de su aparición en la élite del atletismo. A esto le siguieron diferentes episodios de depresión.

## Fallecimiento
El 8 de mayo de 2014 fue hallado muerto en su domicilio de Avilés, Asturias, a la edad de 36 años. La autopsia reveló que la causa de la muerte fue un infarto.
Su funeral tuvo lugar en la iglesia de Santo Tomás y finalmente fue enterrado en el cementerio municipal de La Carriona.

## Marcas personales
- Salto de longitud - 8,56 m  (1999)
- Triple salto - 16,72 m (1998)

## Medallas
- Campeonato Mundial de Atletismo de 2003 - Medalla de bronce
- Campeonato Mundial de Atletismo en Pista Cubierta de 2003 - Medalla de plata
- Campeonato Europeo de Atletismo de 2002 - Medalla de bronce
- Campeonato Europeo de Atletismo en Pista Cubierta de 2002 - Medalla de plata
- Campeonato Mundial de Atletismo de 1999 - Medalla de plata
- Campeonato Mundial de Atletismo en Pista Cubierta de 1999 - Medalla de plata
- Campeonato Europeo de Atletismo Sub-23 de 1999 - Medalla de oro
- Campeonato Iberoamericano de Atletismo de 1998 - Medalla de oro

## Premios, reconocimientos y distinciones
- Medalla de Plata de la Real Orden del Mérito Deportivo, otorgada por el Consejo Superior de Deportes (2000)[14]

- El complejo deportivo de atletismo y rugby de su localidad natal, Avilés, lleva su nombre.